# Jorge Luis Acha
Jorge Luis Acha (Miramar, Argentina, 10 de novembre de 1946 - 12 d'octubre de 1996) va ser un artista plàstic, escriptor, guionista, fotògraf i cineasta argentí.

## Biografia
Va cursar estudis a l'Escola Nacional de Belles Arts Prilidiano Pueyrredón de Buenos Aires on hi va tornar com a mestre de dibuix i professor de pintura, ofici que va exercir en la mateixa institució i en el seu propi taller, convertint-se en inspiració intel·lectual i artística per a desenes de joves alumnes.
Entre 1975 i 1989 va realitzar diverses exposicions de pintura individuals a Buenos Aires, Lima, La Plata i en el Museu d'Art Modern de Sant Pablo. Va exposar també en la Biennal de l'Humor de Sàtira de Gavobro (Bulgària) i en la Mostra Internacional d'Art Gràfic de Bilbao.
Si bé es considerava a si mateix un “pintor viatger” –condició que emparentava amb la tradició romàntica del segle xix- i tenia a la naturalesa- sobretot al mar- com a tema principal, els seus paisatges s'ajusten més a un estat espiritual del pintor davant de la naturalesa, que a una representació pictòrica de caràcter documental.
El seu treball va penetrar en diverses tècniques però va anar per antonomàsia lligada al culte de l'aquarel·la, ja que Acha estava dotat d'una destresa eximia per capturar atmosferes amb pinzellades diàfanes que conjuguen fondària i senzillesa.
Va ser un creador que va abastar múltiples disciplines artístiques i que en la seva fase final va brillar en el camp de la cinematografia. Els seus llargmetratges van ser Hábeas Corpus (1986), original relat d'un presoner torturat per la Dictadura Militar a l'Argentina en la Setmana Santa que, a més, el Papa va visitar a Buenos Aires, Standard (1989), amb Libertad Leblanc sobre el projectat Altar de la Pàtria (Argentina), i Mburucuyá (1992), a més de diversos curtmetratges com Impasse amb Leonor Mans. Cap d'aquestes pel·lícules van tenir estrena comercial, avui en dia són objecte de cinema de culte i es projecten en museus, cicles o festivals internacionals. El cicle en homenatge seu en el Bafici va portar per títol Maleït Acha.
Va escriure sobre cinema en les revistes L'amic americà i Biògraf (1979-80), en les quals compartia la redacció amb Rodrigo Tarruela, Ángel Faretta, Carlos O. García i Marcelo Zapata, entre d'altres, i també va escriure l'obra teatral Samka-Pista, en col·laboració amb el periodista Raúl García Lluna. Acha va participar, també, en el film Cinèfils a la intempèrie, de Carlos O. García i Alfredo Slavutzky, en la qual va tenir destacades intervencions ressaltades per la crítica: "la pel·lícula seria una altra sense la participació d'Acha, que interpreta el joc com ningú i produeix un parell d'intervencions genials, seriosament hilarants" (Quintín); "un dels magnètics eixos del film, una espècie de còmic verbal terroríficament lúcid, saludant al futur a la seva pròpia i propera mort, posant-li el cos a la certesa que el cinema i la vida acaben sent la mateixa cosa" (Eduardo Rojas).
Va morir als 49 anys, mentre inspeccionava el terreny on volia aixecar la seva futura casa.
A l'abril de 2012 l'Associació Civil Jorge Luis Acha va publicar el primer volum dels seus Escrits Pòstums (Alción Editora), editat i prologat pel seu deixeble Gustavo Bernstein. L'agost de 2013 la Biblioteca Nacional va homenatjar la seva trajectòria cinematogràfica amb una retrospectiva en el Museu del Llibre i de la Llengua. En el marc del Festival Asterisc, el 6 de juny de 2014, l'Associació Civil Jorge Luis Acha va presentar el volum 2 dels seus Escrits Pòstums a la Biblioteca del Congrés de la Nació, esdeveniment presentat per l'historiador i crític de cinema Fernando Peña -programador del Festival- i en el qual participaren Ana Laura Lusnich, Patricia Comprat, Lucas Martinelli i Gustavo Bernstein, compilador i prologuista de l'obra de l'artista.

## Anàlisi de la seva obra cinematogràfica
El crític i historiador cinematogràfic Ricardo Parodi, qui va ser el curador de la retrospectiva del BAFICI 2006, sintetitza així els seus tres llargmetratges:

### SobreHábeas Corpus[calcitació]
L'investigador Pablo Pedres, en el seu text Un tal Jorge Acha i sota el subtítol "Hábeas Corpus. Paràbola d'un condemnat o com escapar de la presó del cos" descriu així el film:
«… és el relat d'una espera. Un temps elidit que, en la majoria de les pel·lícules, sol sel necessari economitzar. ...Dues històries unides per l'entorn espacial. La del carceller, marcat per l'exacta repetició d'un horrorós ritual que forma part de la seva vida quitidiana, ha de romandre, ocupar un lloc dins del mecanisme, que asseguri la correcta aplicació de la disciplina i el càstig, garanteixen el control sobre el cos dels individus. En contraposició, es troba el cos del detingut, depullat, rendit, travessat pels mecanismes de poder. La decisió del director consisteix en posar-se davant del personatge, fins i tot quan això signifiqui donar la esquena al públic. En definitiva, el fet més destacable de Hábeas Corpus és que explica una història de caràcter universal: la de l'home empresonat, castigat per les més brutals manifestacions del poder com la supressió de la llibertat i la tortura; però alhora no deixa de remetre'ns a una altra història terriblement concreta, propera i dolorosa, com és la dels desapareguts en l'última dictadura milirat.»

### SobreStandard[calcitació]
«...Una dona, cinc homes que són un i simbolitzen la totalitat. Un edifici en runes. Esquelètic. La (de)construcció impossible d'un país: la Argentina. Figuretes d'una història explicada en fascicles. Les pel·lícules d'Acha resulten revulsives en les classificacions, fent que acabin sent inútil la improbable feina d'explicar el seu nucli argumental. Poc cal dir d'Standard si s'explica que narra la faula de cinc obrers compromesos en la construcció d'una estructura arquitectònica cerimonial: un altar, l'Altar de la Pàtria. Un sisè personatge, interpretat per Libertad Leblanc, actriu argentina, funciona com un llaç que travessa el relat, establint, en una primera instància, una relació amb els obrers des d'un espai imaginari.»

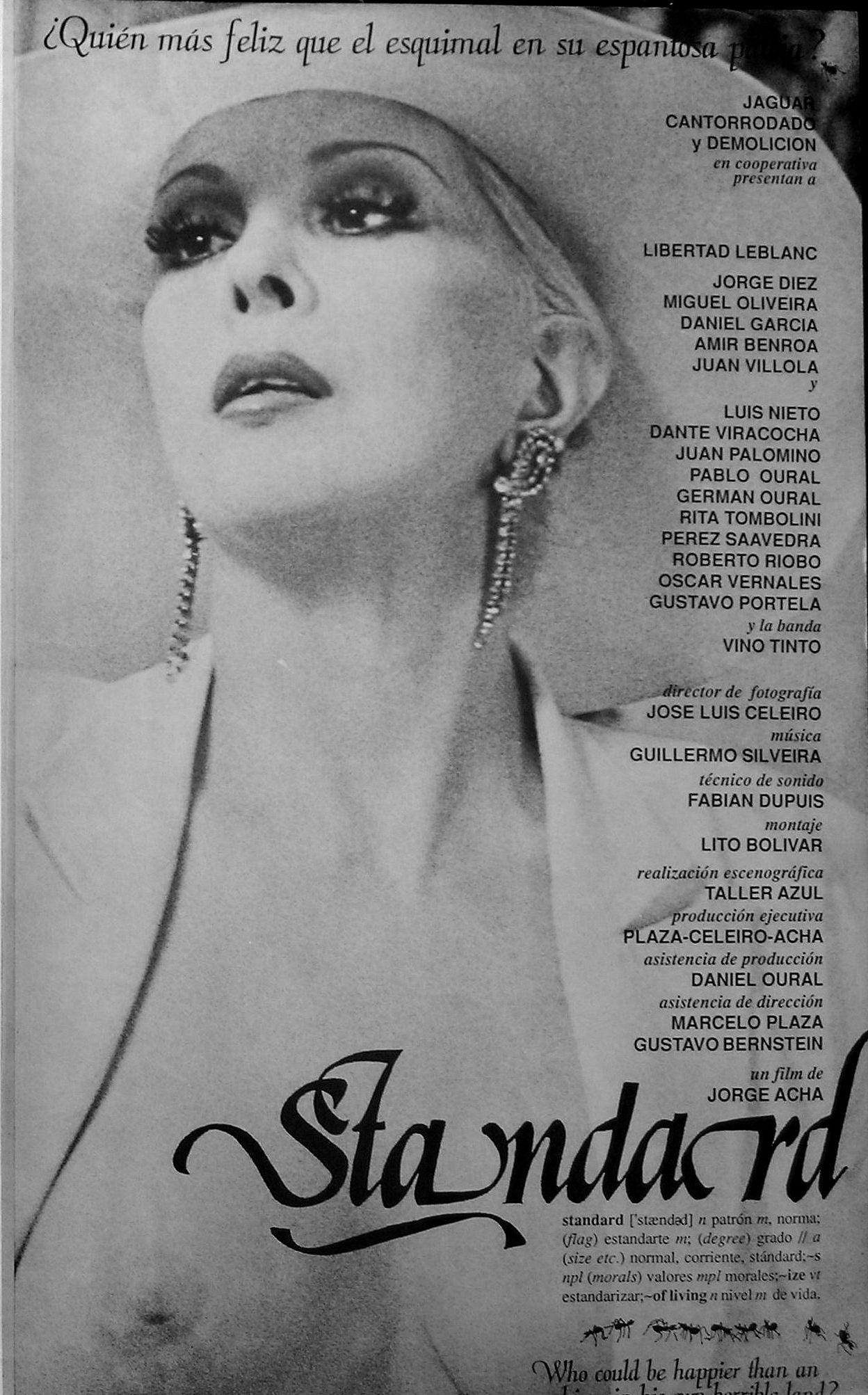
Afiche del film Standard

## Escrits pòstums

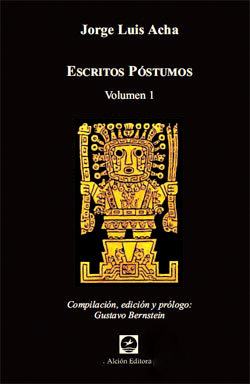
Portada de "Escrits Pòstums" (volum 1)

A l'abril de 2012 es va publicar el primer volum dels seus Escrits Pòstums (Alción Editora) que inclou tres guions cinematogràfics: Homo Humus, Blancs i Sant Michelín. Homo Humus té com a eix l'expedició que, a la fi del segle xviii, van emprendre el geògraf i naturalista prussià Alexander von Humboldt i el seu company, el gal Aimé Bonpland, al costat de tres indis yaruros i que quedaria registrada en el seu llibre Viatge a les regions equinoccials del Nou Continent. Ells van classificar i van catalogar el "nou món" i en fer-ho van clausurar l'univers de l'altre, l'indígena, situat en les antípodes del seu pensament positivista. Blancs explica que va suposar la campanya militar contra l'indi empresa pel general Roca, i el terror atàvic ocasionat en l'aborigen per aquesta espectral invenció bèl·lica que van ser "Els blancs de Villegas", aquell regiment de nivis equins coneguts com "el malón blanco". El sincretisme cultural és la resultant de Sant Michelín, "el sant de la gomería", un immigrant bolivià originari de Tiahuanaco, de vida promíscua i violenta, que en els seus raptes místics es penja a una creu i prodiga miracles davant fidels i devots.
"És rar el que succeeix amb la lectura d'aquest llibre. Similar al que passa quan en la primera joventut ens trobem amb un clàssic i ens adonem que és possible despullar-ho de la seva canonització, i fer-li treure el màxim suc del gaudi. Sigui el que fos Acha –pintor, guionista, cineasta, escriptor– la veritat és que és un d'aquests autors –una rara mescla de Herzog, Pasolini i Favio– que, en llegir-ho, sembla inocular-nos ganes –i aquest mític desig– de fer art en qualsevol de les seves formes."
El segon volum d'Escrits Pòstums, publicat al 2014, inclou un conjunt de guions cinematogràfics les històries dels quals se centren en la potència del cos masculí com a disparador d'evocació homoerótica, i va ser presentat en el marc del primer Festival Internacional de Cinema LGBTIQ Asterisc. Segons consigna Gustavo Bernstein, compilador i prologuista de l'obra, en el catàleg del Festival.

### SobreEscrits Pòstums.Volum 1[21]
Segons Alción Editora, el primer volum s'articula entorn d'un tríptic l'eix del qual és un dels temes essencials d'aquest artista polifacètic: el dilema identitari que pugna a Amèrica des de la col·lisió cultural que es desfermà a partir del 12 d'octubre de 1492, data en què els eurocentristas pregonen com a descobriment i els indigenistes titllen d'invasió.
Acha interpel·la aquest hiat nominatiu traçant, en els successius textos, un itinerari per les diverses estratègies de dominació i resistència per les quals ha passejat la identitat en trànsit americana, indagant tant en la colonització europea de l'imaginari precolombí com en l'apropiació indígena del sobrenatural cristià i/o del seu còmplice, la superstició positivista. Com a fites d'un trajecte, les peces permeten establir tres estadis emblemàtics en la interacció de l'indi i de l'home blanc:
- Homo-Humus, primera obra de la trilogia, acull els esbossos inicials en el descobriment i reconeixement de l'altre, en un entorn selvàtic i exuberant al·lusiu a aquest espai idíl·lic en el qual el forà va irrompre sobre el natiu. Aquest text recreat com un joc especular en què la taxonomia positivista de l'alemany Humboldt, que classifica i cataloga el “nou món” com un missioner de l'avançada del progrés, confronta amb la concepció animista de l'indígena segons la qual tota manifestació de la naturalesa ve dotada d'ànima i s'inscriu en una ordre del sagrat.
- Blancs. El capital simbòlic de tots dos bàndols ha patit usurpacions recíproques, evidenciant signes d'un progressiu mestissatge i fins i tot altres béns culturals també han baratat de bàndol. Entre ells, el cavall, agenciat per l'indi com a símbol de la seva identitat i arma letal de la seva estratègia guerrillera: el malón.
- Sant Michelín completa el cicle en el marc de la metròpoli actual, en què els imaginaris anteriorment enfrontats apareixen fusionats i transfigurats en el mateix espai vital. La resistència nativa assumeix ara rivets larvats en els trets de Sant Michelín, “El sant de la gomería”. La premsa assigna al personatge dots de mite popular, i Angélica, una antropòloga interessada en els fetitxes urbans, queda suggestionada pel personatge, promovent un vincle poblat de contrastos en els quals ressonen les napes freàtiques de l'Amèrica oprimida i la immaculada claredat del luminisme acadèmic. El duo protagonitzarà un fet que la legislació penal tipificaria de criminal, però segons els indicis mítics del relat podria operar com una cerimònia sacra. Michelín assassina a Angélica o l'ofereix com a ofrena als déus. O bé es tracta d'un psicópata i la seva víctima o bé són un sacerdot i el seu vestal. Podria ser la història d'una passió entre dues persones trasbalsades o la destinació de dos ungits que acaten un mandat diví: ell immolar el més pur que estima, i ella lliurar-se en holocaust.

Malgrat haver recursos estilístics dispars, les tres peces progressen mancomunades sota els efectes d'un mateix règim lumínic, per via de la col·lisió de dos idearis que es planteja com un debat entre el radiant i l'ombrívol. I, sota aquesta òptica, el tríptic podria vindicar-se com una al·legoria de la llum (o per ventura de l'ombra) que plana sobre el continent.

### SobreEscrits Pòstums.Volum 2[calcitació]
Sobre el segon volum dels Escrits Pòstums el crític Gabriel Orqueda va referir:
«Els escrits que el cineasta, pintor i escripto Jorge Luis Acha va començar en els últims anys de la seva vida, i que Gustau Bernstein s'ha encarregat de rescatar i compilar amb lucidesa i erudició en aquest llibre notable, no fan una altra cosa que reeditar la infinitat d'una batalla mil·lenària, que inclou la lluita entre el bé i el mal, entre el desig i la repressió, però, sobretot, la lluita de l'home amb l'home, de l'encontre entre iguals, com a única via possible per construir-se una identitat. En aquest llarg periple que suposa la perpetuïtat de la contesa, Acha traça les coordenades urbanes d'una sèrie de relats arquetípics que, sota la forma del somni o del mite, inverteixen el sentit tradicional del seu missatge. Si en Amapola, un dels primers tres textos que s'inclouen en el llibre, la llegenda de Sant Jordi i el drac es veu subvertida a partir de l'ancoratge, en un ambient oníric que habilita l'alliberament dels desitjos i permet cedir a les temptacions i a la crida de l'instint per descobrir, que no es tracta de dos personatges antagònics sinó de dos cossos que troben en la reciprocitat de l'acte amorós la part que els completa, en Bocabajo i en Versus, aquests mateixos cossos s'entrellacen i s'enfronten, com a resposta desesperada davant del desemparament i l'orfandat en el primer, i com a accés a un coneixement de si mateix que iguala el pensament a l'acció brutal i desmesurada en l'últim. En els tres textos la sang dels cossos es barreja i ja no es distingeix a qui correspon. Els personatges de Acha, sempre masculins, sempre virils, es llepen mútuament les ferides, es penetren, es fonen l'un amb l'altre, es reconeixen inseparables, es reflecteixen en l'espessor vermell que emana dels cossos després de l'exigència física que imposa la batalla. El desig és prioritzat per sobre les objeccions que es desprenen d'una antiga moral que sembla no tenir lloc aquí, i l'amor, exposat en tota la seva cruesa, adopta formes disímiles però sempre fecundes en cadascun dels relats. (...) El llibre es completa amb Apuntes sobre el mar, una sèrie d'anotacions breus en les quals Acha nua el seu periple llibertari pel món i troba en la inestabilitat del terreny marítim el seu estatge final. Illes que semblen taques negres, cabelleres vermelles i pits molt grans de dona que recorden als guerrers portuguesos, rituals aquàtics que portaran al viatger a un temps prehistòric. Apuntes representa la partida de l'artista cap a Ítaca, el viatge final que ho enriqueix al mateix temps que ho interpel·la per finalment retornar-ho a la terra convertit en una altra cosa. En cadascuna d'aquestes anotacions Acha és una altra persona, deixa de ser per tornar a ser. El seu final comprèn la desconstrucció d'un cos humà que es torna aigua, l'existència física esdevinguda abstracció líquida, l'intent últim per retornar a l'origen, per recuperar el paradís perdut »

## Publicacions
- Jorge Acha, Escrits Pòstums. Volum 1, Alcion Editora, 2012 I.S.B.N.:978-987-646-268-6[22]
- Jorge Acha, Escrits Pòstums. Volum 2, Ítaca Edicions, 2014 I.S.B.N.:978-987-45393-0-3[23]
- Pedres, Pablo, Un tal Jorge Acha, Centre de Recerca i Nous Estudis sobre Cinema – Facultat de Filosofia i Lletres, 2002-2003. ISSN 1515-9213.